# 도무스노바스
도무스노바스(Domusnovas, 도무스노아스, 사르데냐어로 Domus Noas는 '새로운 집들'이라는 뜻)는 이탈리아 사르데냐주 수드사르데냐도에 있는 코무네로, 칼리아리에서 북서쪽으로 약 40 킬로미터 (25 mi) 떨어져 있고, 카르보니아에서 북동쪽으로 약 20 킬로미터 (12 mi) 떨어져 있으며, 칙세리강 계곡의 술치스-이글레시엔테 지역에 위치한다.
도무스노바스는 다음 코무네들과 경계를 이룬다: 플루미니마조레, 곤노스파나디가, 이글레시아스, 무세이, 빌라치드로, 빌라마사르자.
이 마을은 마을에서 약 2 킬로미터 (1 mi) 떨어진 곳에 위치한 산 조반니 석회암 동굴로 유명하다.

## 역사
도무스노바스 지역은 신석기 시대 벽(19세기에 철거됨)과 여러 누라게의 존재에서 알 수 있듯이 선사시대부터 사람이 살았다. 섬에 대한 고대 로마 지배 기간 동안, 이곳은 칼리아리-술치스 도로를 가로지르는 마을이었고, 인근 메탈라에서 채굴된 광물을 거래하는 데 사용되었다.
중세 시대에는 칼리아리 주디카토의 일부였으며, 1257년 피사 군대에 의해 점령되면서 우골리노 델라 게라르데스카 백작의 봉토가 되었다. 1324년에는 아라곤 왕국에 의해 점령되었다.